# Eupithecia kaszabi
Eupithecia kaszabi là một loài bướm đêm trong họ Geometridae.